# El Arenal (Hidalgo)
Pour les articles homonymes, voir El Arenal.
El Arenal est une ville et l'une des 84 municipalités de l'état d'Hidalgo, dans le centre-est du Mexique. La municipalité couvre une superficie de 125,9 km².
En 2005, la municipalité comptait une population totale de 15 037 habitants.